# Drepanogynis admiranda
Drepanogynis admiranda là một loài bướm đêm trong họ Geometridae.